# Данильченко, Стефан Фёдорович
Стефан Фёдорович Данильченко (1895 — 30.08.1971) — советский военачальник, генерал-майор. Участник Первой мировой, гражданской и Великой Отечественной войн, а также операций по разгрому японской Квантунской армии.

## Биография

Личные вещи С. Ф. Данильченко в экспозиции музея В. И. Чапаева в Чебоксарах

После окончания Кременчугского технического железнодорожного училища работал на вагоностроительном заводе в Крюкове-на-Днепре.
В 1915 году был призван в царскую армию и отправлен на Юго-Западный фронт, где дослужился до прапорщика конного гусарского полка. За боевые отличия награждён двумя георгиевскими крестами и медалью.
Член РСДРП(б) с 1917 года. В том же году на втором военно-окружном съезде Советов был избран депутатом Казанского военно-окружного исполнительного комитета.
В годы гражданской войны являлся командиром Балашовского полка Чапаевской дивизии. Участвовал в боях против уральских белоказаков, белочехов и колчаковцев. Воевал также против деникинцев на Южном фронте.
С осени 1920 по 1921 года участвовал в борьбе с бандитизмом на Украине, командовал полком и бригадой.
После Гражданской войны окончил Военную академию имени М. В. Фрунзе. В 1927—1939 гг. находился на командно-штабных должностях в Белорусском, Московском, Забайкальском и Дальневосточном военных округах. Являлся начальником отдела военных сообщений штаба Забайкальского Военного округа.
Был репрессирован. Освобожден в феврале 1940 года. С 1940 года по 1944 год работал старшим преподавателем Военной академии им. Фрунзе
С 1944 по 1945 годы — начальник штаба 17-й гвардейской дивизии, начальник штаба и заместитель командира 5-го гвардейского стрелкового корпуса, командир 19-й гвардейской стрелковой дивизии. Воевал на Белорусском и 1-м Прибалтийском фронтах.
В составе войск Забайкальского фронта принимал участие в операциях по разгрому японской Квантунской армии.
С 1947 года по 1953 год — старший преподаватель кафедры тактики Высшей военной академии.
В 1950 году окончил Военную академию Генерального штаба Вооруженных Сил СССР, работал преподавателем в этой академии. Генерал-майор.
Внучатый племянник — Сергей Леонидович Данильченко, доктор исторических наук, профессор.

## Награды
- два георгиевских креста и георгиевская медаль;
- восемь орденов и медали СССР;
- японская двуручная сабля — как участнику войны с самураями[2].

## Память
Подлинные вещи С. Ф. Данильченко: мундир, брюки, сапоги, амуниция и сабля находятся в экспозиции музея В. И. Чапаева в Чебоксарах.